# Matthieu Bonhomme
Matthieu Bonhomme (Parijs, 17 juni 1973) is een Frans stripauteur. Hij is uitgegroeid tot een van de voornaamste tekenaars van historische strips in het Franse taalgebied en zijn werk viel al meermaals in de prijzen. 

## Carrière
Met zijn debuutstrip L'Age de raison, dat zich afspeelt in de oertijd, won hij de prijs voor het beste debuut op het Stripfestival van Angoulême. Bonhomme was lid van het stripatelier l'Atelier des Vosges, samen met onder andere Christophe Blain, Marjane Satrapi, Nicolas de Crécy, Fabien Vehlmann en Gwen de Bonneval. Met die laatsten werkte hij ook samen: met Vehlmann maakte hij De heer der dolende zielen en met de Bonneval Messire Guillaume. Op eigen scenario maakte hij de strip Esteban, dat zich afspeelt rond Vuurland aan het begin van de 20e eeuw. De eerste twee delen van deze strip verschenen in het magazine Capsule Cosmique en na het stopzetten van dat blad werd de reeks verdergezet in stripblad Spirou en in album uitgegeven bij Dupuis. Bonhomme werkte ook samen met Lewis Trondheim als scenarist aan de stripreeks Texas Cowboys en de one-shot Omnivisibilis.